# Concacaf Gold Cup 1993
Concacaf Gold Cup 1993 spelades i Mexiko och USA under perioden 10–25 juli 1993.  Värdorterna var Dallas i USA och Mexico City i Mexiko.
8 landslag från Concacaf deltog i spel om totalt 16 matcher, som avgjordes med Gruppspel och utslagsspel (semifinaler). Totalt gjordes det 60 mål, varav mexikanen Zaguinho gjorde 11 mål, och blev därmed turneringens främste målskytt. Landslagskollegan Ramón Ramírez blev titulerad som turneringen bäste spelare.
Mexiko vann turneringen efter en finalmatch mot USA. Costa Rica spelade oavgjort mot Jamaicas i matchen om tredjepris, vilket ledde till att lagen fick dela på tredjepriset.

## Deltagande lag
| Lag                                                                  | Kvalificering         | Deltagande i CONCACAF Gold Cup |
| Nordamerikanska zonen                                                | Nordamerikanska zonen | Nordamerikanska zonen          |
| -------------------------------------------------------------------- | --------------------- | ------------------------------ |
| USA                                                                  | Värd                  | 2                              |
| Mexiko                                                               | Värd                  | 2                              |
| Kanada                                                               | Automatiskt           | 2                              |
| Karibiska zonen kvalificerade genom Karibiska mästerskapet 1993      |                       |                                |
| Martinique                                                           | Etta                  | 1                              |
| Jamaica                                                              | Tvåa                  | 2                              |
| Centralamerikanska zonen kvalificerade genom UNCAF-mästerskapet 1993 |                       |                                |
| Honduras                                                             | Etta                  | 2                              |
| Costa Rica                                                           | Tvåa                  | 2                              |
| Panama                                                               | Trea                  | 1                              |

## Spelplatser
| Dallas      | Mexico City    |
| ----------- | -------------- |
| Cotton Bowl | Estadio Azteca |
|             |                |

## Gruppspel

### Grupp A
| Nr | Lag      | S | V | O | F | GM | IM | MS | P |
| -- | -------- | - | - | - | - | -- | -- | -- | - |
| 1  | USA      | 3 | 3 | 0 | 0 | 4  | 1  | +3 | 9 |
| 2  | Jamaica  | 3 | 1 | 1 | 1 | 4  | 3  | +1 | 4 |
| 3  | Honduras | 3 | 1 | 0 | 2 | 6  | 5  | +1 | 3 |
| 4  | Panama   | 3 | 0 | 1 | 2 | 3  | 8  | −5 | 1 |

|  | 10 juli 1993 | Honduras                                                                              | 5 – 1           | Panama          | Cotton Bowl                                                |                                                            |
|  |              | Giovanni Gayle 25′ Eduardo Bennett 51′, 69′ (str.), 83′ (str.) Alex Pineda Chacón 54′ | (1 – 1) Rapport | 30′ Jesús Julio | Dallas Publik: 11 642 Domare: Rodrigo Padilla (Costa Rica) | Dallas Publik: 11 642 Domare: Rodrigo Padilla (Costa Rica) |
|  |              |                                                                                       |                 |                 | Dallas Publik: 11 642 Domare: Rodrigo Padilla (Costa Rica) | Dallas Publik: 11 642 Domare: Rodrigo Padilla (Costa Rica) |
|  |              |                                                                                       |                 |                 | Dallas Publik: 11 642 Domare: Rodrigo Padilla (Costa Rica) | Dallas Publik: 11 642 Domare: Rodrigo Padilla (Costa Rica) |

|  | 10 juli 1993 | USA              | 1 – 0   | Jamaica | Cotton Bowl                                            |                                                        |
|  |              | Eric Wynalda 67′ | Rapport |         | Dallas Publik: 11 642 Domare: Berny Ulloa (Costa Rica) | Dallas Publik: 11 642 Domare: Berny Ulloa (Costa Rica) |
|  |              |                  |         |         | Dallas Publik: 11 642 Domare: Berny Ulloa (Costa Rica) | Dallas Publik: 11 642 Domare: Berny Ulloa (Costa Rica) |
|  |              |                  |         |         | Dallas Publik: 11 642 Domare: Berny Ulloa (Costa Rica) | Dallas Publik: 11 642 Domare: Berny Ulloa (Costa Rica) |

|  | 14 juli 1993 | Jamaica                                          | 3 – 1   | Honduras                   | Cotton Bowl                                                 |                                                             |
|  |              | Devon Jarrett 28′ Paul Davis 48′ Walter Boyd 78′ | Rapport | 18′ (str.) Eduardo Bennett | Dallas Publik: 13 771 Domare: Arturo Brizio Carter (Mexiko) | Dallas Publik: 13 771 Domare: Arturo Brizio Carter (Mexiko) |
|  |              |                                                  |         |                            | Dallas Publik: 13 771 Domare: Arturo Brizio Carter (Mexiko) | Dallas Publik: 13 771 Domare: Arturo Brizio Carter (Mexiko) |
|  |              |                                                  |         |                            | Dallas Publik: 13 771 Domare: Arturo Brizio Carter (Mexiko) | Dallas Publik: 13 771 Domare: Arturo Brizio Carter (Mexiko) |

|  | 14 juli 1993 | USA                                | 2 – 1           | Panama               | Cotton Bowl                                              |                                                          |
|  |              | Eric Wynalda 69′ Thomas Dooley 74′ | (0 – 1) Rapport | 33′ Percival Piggott | Dallas Publik: 13 771 Domare: Roberto Parisius (Surinam) | Dallas Publik: 13 771 Domare: Roberto Parisius (Surinam) |
|  |              |                                    |                 |                      | Dallas Publik: 13 771 Domare: Roberto Parisius (Surinam) | Dallas Publik: 13 771 Domare: Roberto Parisius (Surinam) |
|  |              |                                    |                 |                      | Dallas Publik: 13 771 Domare: Roberto Parisius (Surinam) | Dallas Publik: 13 771 Domare: Roberto Parisius (Surinam) |

|  | 17 juli 1993 | Jamaica        | 1 – 1           | Panama                          | Cotton Bowl                                            |                                                        |
|  |              | Paul Davis 76′ | (0 – 0) Rapport | 50′ (str.) Víctor René Mendieta | Dallas Publik: 18 527 Domare: Antonio Marrufo (Mexiko) | Dallas Publik: 18 527 Domare: Antonio Marrufo (Mexiko) |
|  |              |                |                 |                                 | Dallas Publik: 18 527 Domare: Antonio Marrufo (Mexiko) | Dallas Publik: 18 527 Domare: Antonio Marrufo (Mexiko) |
|  |              |                |                 |                                 | Dallas Publik: 18 527 Domare: Antonio Marrufo (Mexiko) | Dallas Publik: 18 527 Domare: Antonio Marrufo (Mexiko) |

|  | 17 juli 1993 | USA             | 1 – 0           | Honduras | Cotton Bowl                                           |                                                       |
|  |              | Alexi Lalas 29′ | (1 – 0) Rapport |          | Dallas Publik: 18 527 Domare: Robert Sawtell (Kanada) | Dallas Publik: 18 527 Domare: Robert Sawtell (Kanada) |
|  |              |                 |                 |          | Dallas Publik: 18 527 Domare: Robert Sawtell (Kanada) | Dallas Publik: 18 527 Domare: Robert Sawtell (Kanada) |
|  |              |                 |                 |          | Dallas Publik: 18 527 Domare: Robert Sawtell (Kanada) | Dallas Publik: 18 527 Domare: Robert Sawtell (Kanada) |

### Grupp B
| Nr | Lag        | S | V | O | F | GM | IM | MS  | P |
| -- | ---------- | - | - | - | - | -- | -- | --- | - |
| 1  | Mexiko     | 3 | 2 | 1 | 0 | 18 | 1  | +17 | 7 |
| 2  | Costa Rica | 3 | 1 | 2 | 0 | 5  | 3  | +2  | 5 |
| 3  | Kanada     | 3 | 0 | 2 | 1 | 3  | 11 | −8  | 2 |
| 4  | Martinique | 3 | 0 | 1 | 2 | 3  | 14 | −11 | 1 |

|  | 11 juli 1993 | Kanada           | 1 – 1           | Costa Rica    | Estadio Azteca                                           |                                                          |
|  |              | Nick Dasovic 43′ | (1 – 0) Rapport | 82′ Roy Myers | Mexico City Publik: 17 000 Domare: Mark Forde (Barbados) | Mexico City Publik: 17 000 Domare: Mark Forde (Barbados) |
|  |              |                  |                 |               | Mexico City Publik: 17 000 Domare: Mark Forde (Barbados) | Mexico City Publik: 17 000 Domare: Mark Forde (Barbados) |
|  |              |                  |                 |               | Mexico City Publik: 17 000 Domare: Mark Forde (Barbados) | Mexico City Publik: 17 000 Domare: Mark Forde (Barbados) |

|  | 11 juli 1993 | Mexiko                                                                            | 9 – 0           | Martinique | Estadio Azteca                                                 |                                                                |
|  |              | Zaguinho 11′, 21′, 29′, 54′, 76′, 84′, 90′ Ramón Ramírez 40′ Juan Hernández 90+1′ | (4 – 0) Rapport |            | Mexico City Publik: 40 000 Domare: José Alvarado (El Salvador) | Mexico City Publik: 40 000 Domare: José Alvarado (El Salvador) |
|  |              |                                                                                   |                 |            | Mexico City Publik: 40 000 Domare: José Alvarado (El Salvador) | Mexico City Publik: 40 000 Domare: José Alvarado (El Salvador) |
|  |              |                                                                                   |                 |            | Mexico City Publik: 40 000 Domare: José Alvarado (El Salvador) | Mexico City Publik: 40 000 Domare: José Alvarado (El Salvador) |

|  | 15 juli 1993 | Kanada                            | 2 – 2           | Martinique                                | Estadio Azteca                                                 |                                                                |
|  |              | Geoff Aunger 25′ Alex Bunbury 43′ | (2 – 0) Rapport | 53′ Georges Gertrude 86′ Thierry Fondelot | Mexico City Publik: 35 000 Domare: Argelio Sabillón (Honduras) | Mexico City Publik: 35 000 Domare: Argelio Sabillón (Honduras) |
|  |              |                                   |                 |                                           | Mexico City Publik: 35 000 Domare: Argelio Sabillón (Honduras) | Mexico City Publik: 35 000 Domare: Argelio Sabillón (Honduras) |
|  |              |                                   |                 |                                           | Mexico City Publik: 35 000 Domare: Argelio Sabillón (Honduras) | Mexico City Publik: 35 000 Domare: Argelio Sabillón (Honduras) |

|  | 15 juli 1993 | Mexiko                    | 1 – 1           | Costa Rica       | Estadio Azteca                                                          |                                                                         |
|  |              | Javier Delgado 74′ (sjm.) | (0 – 1) Rapport | 30′ Juan Cayasso | Mexico City Publik: 80 000 Domare: Ramesh Ramdhan (Trinidad och Tobago) | Mexico City Publik: 80 000 Domare: Ramesh Ramdhan (Trinidad och Tobago) |
|  |              |                           |                 |                  | Mexico City Publik: 80 000 Domare: Ramesh Ramdhan (Trinidad och Tobago) | Mexico City Publik: 80 000 Domare: Ramesh Ramdhan (Trinidad och Tobago) |
|  |              |                           |                 |                  | Mexico City Publik: 80 000 Domare: Ramesh Ramdhan (Trinidad och Tobago) | Mexico City Publik: 80 000 Domare: Ramesh Ramdhan (Trinidad och Tobago) |

|  | 18 juli 1993 | Costa Rica                          | 3 – 1           | Martinique                | Estadio Azteca                                     |                                                    |
|  |              | Roy Myers 28′ Juan Cayasso 69′, 87′ | (1 – 0) Rapport | 59′ (str.) Thierry Tinmar | Mexico City Publik: 59 000 Domare: Majid Jay (USA) | Mexico City Publik: 59 000 Domare: Majid Jay (USA) |
|  |              |                                     |                 |                           | Mexico City Publik: 59 000 Domare: Majid Jay (USA) | Mexico City Publik: 59 000 Domare: Majid Jay (USA) |
|  |              |                                     |                 |                           | Mexico City Publik: 59 000 Domare: Majid Jay (USA) | Mexico City Publik: 59 000 Domare: Majid Jay (USA) |

|  | 18 juli 1993 | Mexiko                                                                                        | 8 – 0           | Kanada | Estadio Azteca                                          |                                                         |
|  |              | Jorge Rodríguez 4′, 67′ Octavio Mora 24′, 30′ Zaguinho 32′, 34′ Luis Miguel Salvador 83′, 88′ | (5 – 0) Rapport |        | Mexico City Publik: 70 000 Domare: Raúl Domínguez (USA) | Mexico City Publik: 70 000 Domare: Raúl Domínguez (USA) |
|  |              |                                                                                               |                 |        | Mexico City Publik: 70 000 Domare: Raúl Domínguez (USA) | Mexico City Publik: 70 000 Domare: Raúl Domínguez (USA) |
|  |              |                                                                                               |                 |        | Mexico City Publik: 70 000 Domare: Raúl Domínguez (USA) | Mexico City Publik: 70 000 Domare: Raúl Domínguez (USA) |

## Slutspel

### Slutspelsträd
|  | Semifinaler               | Semifinaler               |   |                                     | Final                               | Final |  |
|  |                           |                           |   |                                     |                                     |       |  |
|  | 21 juli 1993 - Dallas     |                           |   |                                     |                                     |       |  |
|  | USA (e.f.)                | 1                         |   |                                     |                                     |       |  |
|  | Costa Rica                | 0                         |   |                                     |                                     |       |  |
|  |                           |                           |   |                                     |                                     |       |  |
|  |                           |                           |   |                                     | 25 juli 1993 - Mexico City          |       |  |
|  |                           |                           |   |                                     | Mexiko                              | 4     |  |
|  |                           | USA                       | 0 |                                     |                                     |       |  |
|  |                           |                           |   |                                     |                                     |       |  |
|  |                           |                           |   |                                     |                                     |       |  |
|  |                           |                           |   |                                     | Bronsmatch                          |       |  |
|  | 22 jul 1993 - Mexico City | 22 jul 1993 - Mexico City |   | 25 juli 1993 - Mexico City - (e.f.) | 25 juli 1993 - Mexico City - (e.f.) |       |  |
|  | Mexiko                    | 6                         |   | Costa Rica                          | 1                                   |       |  |
|  | Jamaica                   | 1                         |   |                                     | Jamaica                             | 1     |  |

### Semifinaler
|  | 22 juli 1993 | USA              | 00001 – 0 (e.fl.) | Costa Rica | Cotton Bowl                                                        |                                                                    |
|  |              | Cle Kooiman 103′ | (0 – 0) Rapport   |            | Dallas Publik: 14 826 Domare: Ramesh Ramdhan (Trinidad och Tobago) | Dallas Publik: 14 826 Domare: Ramesh Ramdhan (Trinidad och Tobago) |
|  |              |                  |                   |            | Dallas Publik: 14 826 Domare: Ramesh Ramdhan (Trinidad och Tobago) | Dallas Publik: 14 826 Domare: Ramesh Ramdhan (Trinidad och Tobago) |
|  |              |                  |                   |            | Dallas Publik: 14 826 Domare: Ramesh Ramdhan (Trinidad och Tobago) | Dallas Publik: 14 826 Domare: Ramesh Ramdhan (Trinidad och Tobago) |

|  | 22 juli 1993 | Mexiko                                                                             | 6 – 1           | Jamaica           | Estadio Azteca                                               |                                                              |
|  |              | Luis Miguel Salvador 9′, 18′, 34′ Octavio Mora 14′ Zaguinho 50′ Ignacio Ambriz 55′ | (4 – 1) Rapport | 17′ Hector Wright | Mexico City Publik: 110 000 Domare: Juan Pablo Escobar (USA) | Mexico City Publik: 110 000 Domare: Juan Pablo Escobar (USA) |
|  |              |                                                                                    |                 |                   | Mexico City Publik: 110 000 Domare: Juan Pablo Escobar (USA) | Mexico City Publik: 110 000 Domare: Juan Pablo Escobar (USA) |
|  |              |                                                                                    |                 |                   | Mexico City Publik: 110 000 Domare: Juan Pablo Escobar (USA) | Mexico City Publik: 110 000 Domare: Juan Pablo Escobar (USA) |

### Bronsmatch
|  | 25 juli 1993 | Costa Rica        | 00001 – 1 (e.fl.) | Jamaica          | Estadio Azteca                                            |                                                           |
|  |              | Floyd Guthrie 10′ | (1 – 0) Rapport   | 89′ Devon Jarret | Mexico City Publik: 130 800 Domare: Mark Forde (Barbados) | Mexico City Publik: 130 800 Domare: Mark Forde (Barbados) |
|  |              |                   |                   |                  | Mexico City Publik: 130 800 Domare: Mark Forde (Barbados) | Mexico City Publik: 130 800 Domare: Mark Forde (Barbados) |
|  |              |                   |                   |                  | Mexico City Publik: 130 800 Domare: Mark Forde (Barbados) | Mexico City Publik: 130 800 Domare: Mark Forde (Barbados) |

### Final
|  | 25 juli 1993 | Mexiko                                                                           | 4 – 0           | USA | Estadio Azteca                                              |                                                             |
|  |              | Ignacio Ambriz 11′ Desmond Armstrong 31′ (sjm.) Zaguinho 69′ Guillermo Cantu 79′ | (2 – 0) Rapport |     | Mexico City Publik: 130 800 Domare: Robert Sawtell (Kanada) | Mexico City Publik: 130 800 Domare: Robert Sawtell (Kanada) |
|  |              |                                                                                  |                 |     | Mexico City Publik: 130 800 Domare: Robert Sawtell (Kanada) | Mexico City Publik: 130 800 Domare: Robert Sawtell (Kanada) |
|  |              |                                                                                  |                 |     | Mexico City Publik: 130 800 Domare: Robert Sawtell (Kanada) | Mexico City Publik: 130 800 Domare: Robert Sawtell (Kanada) |

## Skytteligan
11 mål
- Zaguinho

5 mål
- Luis Miguel Salvador

4 mål
- Eduardo Bennett

3 mål
- Juan Arnoldo Cayasso
- Octavio Mora

2 mål
| - Roy Myers - Paul Davis | - Devon Jarrett - Ignacio Ambríz | - Jorge Rodriguez - Eric Wynalda |

## Lagstatistik
| Lag          | S | V | O | F | GM | IM | MS  | P  |
| ------------ | - | - | - | - | -- | -- | --- | -- |
| F Mexiko     | 5 | 4 | 1 | 0 | 28 | 2  | +26 | 13 |
| F USA        | 5 | 4 | 0 | 1 | 5  | 5  | 0   | 12 |
| S Costa Rica | 5 | 1 | 3 | 1 | 6  | 5  | +1  | 6  |
| S Jamaica    | 5 | 1 | 2 | 2 | 6  | 10 | −4  | 5  |
| 1 Honduras   | 3 | 1 | 0 | 2 | 6  | 5  | +1  | 3  |
| 1 Kanada     | 3 | 0 | 2 | 1 | 3  | 11 | −8  | 2  |
| 1 Panama     | 3 | 0 | 1 | 2 | 3  | 8  | −5  | 1  |
| 1 Martinique | 3 | 0 | 1 | 2 | 3  | 14 | −11 | 1  |